# 堀内仁
堀内 仁（ほりうち まさし、1906年2月5日 - 1988年5月30日）は、日本の弁護士、法学者。

## 略歴
福岡県出身。1928年九州帝国大学法学部卒。弁護士、日本勧業銀行、第一勧業銀行調査部顧問を経て、大東文化大学法学部教授。1976年定年、その後非常勤講師。金融法務が専門。

## 著書
- 『有抵当貸付』物価調査会 1952
- 『貸付担保』青林書院 実務法律講座 1954
- 『銀行実務講座 第5巻 貸付整理』有斐閣 1956
- 『判例財団抵当法』日本評論新社 社会科学双書 1956
- 『銀行関係新判例研究 第1輯 (貸出,担保,整理回収,預金・為替・手形交換・証券,手形・小切手,関係事項)』文雅堂書店 1961
- 『貸付管理の特殊問題』文雅堂書店 新銀行実務シリーズ、1962
- 『銀行員の法律事務』東洋経済新報社 東経新書 ニュー・バンキング・セミナー 1964
- 『当座勘定約定書雛型の解説』金融財政事情研究会 1969
- 『銀行初級講座 6 預金』銀行研修社 1976

### 共編著
- 『基本金融法務講座 金融判例総覧』編　金融財政事情研究会 1957-58
- 『金融法務ハンドブック』共編 文雅堂書店,1959
- 『銀行取引書式集 [第1集] (抵当貸付編)』岩田準平,小田豊次共編 経済法令研究会 1959
- 『銀行取引書式集 第2集 (債権管理編)』岩田準平共編 経済法令研究会 1959
- 『銀行取引書式集 第3集 (債権回収編)』岩田準平共編 経済法令研究会 1961
- 『担保実務のコンサルタント』岩田準平共編 経済法令研究会 1962
- 『不渡手形の常識』上原聡,佐藤良輔共著 ビジネス教育出版 1963
- 『銀行取引実務講座』第1-4 鈴木正和、山口輝久共著　青林書院新社 1965
- 『銀行取引実務講座 別巻 付録』編　青林書院新社 1965
- 『銀行取引実務全書』編 青林書院新社 1965
- 『金融商事判例体系』田中誠二,並木俊守共編 大成出版社 1966
- 『銀行法務入門』編　銀行研修社 1967
- 『新銀行実務講座 第5巻　貸付整理』編 有斐閣 1967
- 『不動産登記の実務 登録免許税法の解説』編　文雅堂銀行研究社 1967
- 『仮差押・仮登記仮処分』梅田勝平共編 金融財政事情研究会 銀行実務手続双書　1970
- 『銀行取引の相手方』岩田準平共編 金融財政事情研究会 銀行実務手続双書　1970
- 『実務のための金融判例集』岩田準平共編　経済法令研究会 1962-1970
- 『相殺』鈴木正和共編 金融財政事情研究会 銀行実務手続双書　1970
- 『保証』編 金融財政事情研究会 銀行実務手続双書　1970
- 『債権・動産担保』編 金融財政事情研究会 銀行実務手続双書　1971
- 『書式と実例による新根抵当実務総覧』鈴木正和,石井真司共著 経済法令研究会 1971
- 『体系金融実務事典』小泉明共編 青林書院新社 1971
- 『特殊整理』鈴木正和共編 金融財政事情研究会 銀行実務手続双書　1971
- 『銀行窓口の事故 その予防と事後処理』大西武士共編 金融財政事情研究会 銀行実務手続双書　1972
- 『新不動産登記実務のコンサルタント 新版』梅田勝平共編 経済法令研究会 1972
- 『貸付窓口の事故』大西武士共編 金融財政事情研究会 銀行実務手続双書　1973
- 『金融法務辞典』鈴木正和、石井真司、吉原省三共責任編集 銀行研修社 1973
- 『新銀行実務法律講座 第6巻 担保・保証』石井真司共責任編集 銀行研修社 1973
- 『新銀行実務法律講座 第8巻 特殊整理・償却』鈴木正和共責任編集　銀行研修社 1973
- 『実務法律大系 3 貸付取引』鈴木正和, 吉原省三共編 青林書院新社 1973
- 『取引先の死亡と相続』松本崇共編 金融財政事情研究会 銀行実務手続双書　1973
- 『金融取引小六法』編集代表 経済法令研究会 1975
- 『銀行実務百科』全3巻 長谷部茂吉、大西武士、鈴木正和、石井真司共編 金融財政事情研究会 1975-79
- 『新銀行取引約定書と貸付実務』柴崎純之介共編 金融財政事情研究会 1978
- 『銀行実務総合講座 第1巻 預金』大島鋼一、岩沢真三、村山邦夫、冨永修身共著 金融財政事情研究会 1980
- 『精選銀行取引手続書式大事典』全3巻 責任編集 銀行研修社 1980
- 『民事執行法と金融実務』米津稜威雄、鈴木正和、山口輝久共編著 金融財政事情研究会 1980
- 『銀行取引と念書』大西武士、東谷隆夫共責任編集 新実業出版社 1981
- 『金融法務解釈事典』編集代表 ぎょうせい 1982
- 『得意先担当のセールス法務対策150講』責任編集 草文社 1982
- 『相手方の出方・状況に応じた貸金完全回収ハンドブック』共編 金融財政事情研究会 1984

### 記念論文集
- 『銀行取引法の研究 堀内仁先生古稀記念』石井真司 吉原省三・鈴木正和・戸部虎夫編　金融財政事情研究会 1976